# María Fernanda Espinosa
María Fernanda Espinosa Garcés (Salamanca, 7 settembre 1964) è una politica, diplomatica e poetessa ecuadoriana.
È ministro della difesa nazionale dal 28 novembre 2012.. Ha ricoperto numerose cariche ministeriali prima della sua posizione corrente e ha servito come Rappresentante Permanente dell'Ecuador presso le Nazioni Unite. Oltre alla propria carriera politica, è anche poeta e saggista.

## Vita personale
Espinosa è nata il 7 settembre 1964 a Salamanca, in Spagna, durante un soggiorno dei suoi genitori nella città. Parla fluentemente inglese e francese e ha una conoscenza basilare di portoghese. Si interessa si poesia ed ecologia. Espinosa si è sposata verso la fine degli anni 1980, ma divorziò subito dopo e, più tardi, sposò un altro uomo.

## Educazione
Espinosa ha un master in scienze sociali e studi amazzonici. Ha anche una laurea specialistica in antropologia e scienze politiche della Facultad Latinoamericano de Ciencias Sociales di Quito e una licenza alla professione in linguistica applicata della Pontificia Universidad Católica del Ecuador. 
Tra il 1994 e il 1997, ha condotto studi di dottorato in Geografia presso la Rutgers University (Stati Uniti) ma non ha completato la sua tesi di dottorato. 
Nel 1990, inoltre, ha vinto il "Primo Premio Nazionale di Poesia dell'Ecuador"

## Carriera politica
Espinosa è stata ministro degli affari esteri, del commercio e dell'integrazione sotto il presidente Rafael Correa da gennaio 2007 a dicembre 2007. È stata consigliera speciale del presidente per l'Assemblea costituente, Alberto Acosta, da dicembre 2007 a febbraio 2008, prima di essere nominato essere nominata Rappresentante Permanente dell'Ecuador alle Nazioni Unite. Ha presentato le proprie credenziali come Rappresentante Permanente il 7 marzo 2008.
Da ottobre 2009 fino a novembre 2012 è stata Ministro Coordinatore del Patrimonio Culturale
Nel novembre 2012 ha ottenuto la carica di ministro di difesa nazionale perché il ministro in carica Miguel Carvaja si era dimesso per candidarsi all'Assemblea nazionale in occasione delle elezioni del 2013. È la terza donna a guidare il Ministero di difesa nazionale dopo Guadalupe Larriva e Lorena Escudero. Nel marzo del 2013 si verificarono alcune controversie dopo che il canale televisivo Ecuavisa riportà che c'era malcontento tra i militari riguardo alla promozione di alcuni colonnelli a generali. Il presidente Correa ordinò a Espinosa di intentare un'azione legale contro Ecuavisa, dicendo che le informazioni che Ecuavisa possedeva erano false.
Il 18 marzo 2013 Ecuavisa si è scusata e ha confermato che le procedure basilari di verifica non erano state seguite. È membro del World Future Council.